# 2000 DN3
2000 DN3 är en asteroid i huvudbältet som upptäcktes den 28 februari 2000 av de båda kroatiska astronomerna Korado Korlević och Mario Jurić vid Višnjan-observatoriet.
Asteroiden har en diameter på ungefär 8 kilometer och den tillhör asteroidgruppen Gefion.